# Mahmudabad (Indie)
Mahmudabad (hindi महमूदाबाद) – miasto w północnych Indiach w stanie Uttar Pradesh, na Nizinie Hindustańskiej.
Populacja miasta w 2001 roku wynosiła 41 911 mieszkańców.